# Vice-amiral Koulakov
Le Vice-amiral Koulakov (en russe : Вице-адмирал Кулаков) est un destroyer de classe Oudaloï de la flotte maritime militaire de Russie.

## Histoire
Le Vice-amiral Koulakov est mis en service en 1982 au sein de la flotte du Nord jusqu'en mars 1991, date à laquelle il est mis en réserve pour des réparations pendant plus de 18 ans.
Le navire se rend à la base de Severomorsk le 7 décembre 2010 pour la préparation du retour du navire en service actif. Le 5 janvier 2011, un incendie se déclare dans l'un des réfectoires du navire ; on conclut à un court-circuit. Les dégâts sont minimes et n'affectent pas l'efficacité au combat du navire.
Le 3 septembre 2011, le destroyer effectue les premiers essais d'atterrissage en navigation pour le nouvel hélicoptère Ka-52K.
En 2012, le destroyer escorte des convois commerciaux dans le cadre de la mission anti-piraterie dans le golfe d'Aden. En juillet 2012, le Vice-amiral Koulakov conduit une flottille du Nord vers la Méditerranée orientale pour mener des exercices navals, près de la côte syrienne. En août 2012, il fait une visite de cinq jours à la base navale de Portsmouth, en Angleterre. En septembre 2012, il va à Cobh, en Irlande.
Le Vice-amiral Koulakov participe aux commémorations du 70e anniversaire de la bataille de l'Atlantique à Liverpool, en mai 2013.
En avril 2014, un destroyer britannique, le HMS Dragon, est déployé dans les eaux au nord de l'Écosse pour suivre le Vice-amiral Koulakov alors que le destroyer russe navigue près du Royaume-Uni en raison des tensions accrues entre la Russie et le Royaume-Uni.
En 2016, il est envoyé en Méditerranée orientale, pour soutenir la campagne aérienne en Syrie et présente le drapeau syrien. En mars 2016, alors que le navire russe, un pétrolier et un remorqueur qui soutiennent le destroyer sont dans la zone économique exclusive du Royaume-Uni, ils sont interceptés et escortés par la frégate britannique Somerset.
En 2020, il est annoncé une future remise à niveau similaire aux modifications du Marechal Chapochnikov récemment réaménagé,. Le 8 juin 2020, le Vice-amiral Koulakov rejoint la mer de Barents pour mener des exercices anti-sous-marins, avant de naviguer à Kronstadt pour participer au défilé de jour de la Marine le 26 juillet. Accompagné du pétrolier Akademik Pashine et du remorqueur Altay, il entre alors en mer Méditerranée et effectue plusieurs escales. Entre le 11 et le 13 août, il se rend en Algérie, puis Chypre entre le 30 août et le 2 septembre, la Grèce entre le 19 et le 22 octobre et la Syrie le 1er novembre. Le détachement de navires est commandé par le chef d'état-major de la brigade de navires anti-sous-marins de la flotte du Nord, le capitaine de 1er rang, Stanislav Varik. En route vers son port d'attache, le navire passe le Pas-de-Calais le 14 novembre, entre en mer de Barents le 8 décembre et revient au port d'attache de Severomorsk le 10 décembre où le détachement de navires est accueilli par le commandant de la flotte du Nord Aleksandr Moïsseïev.

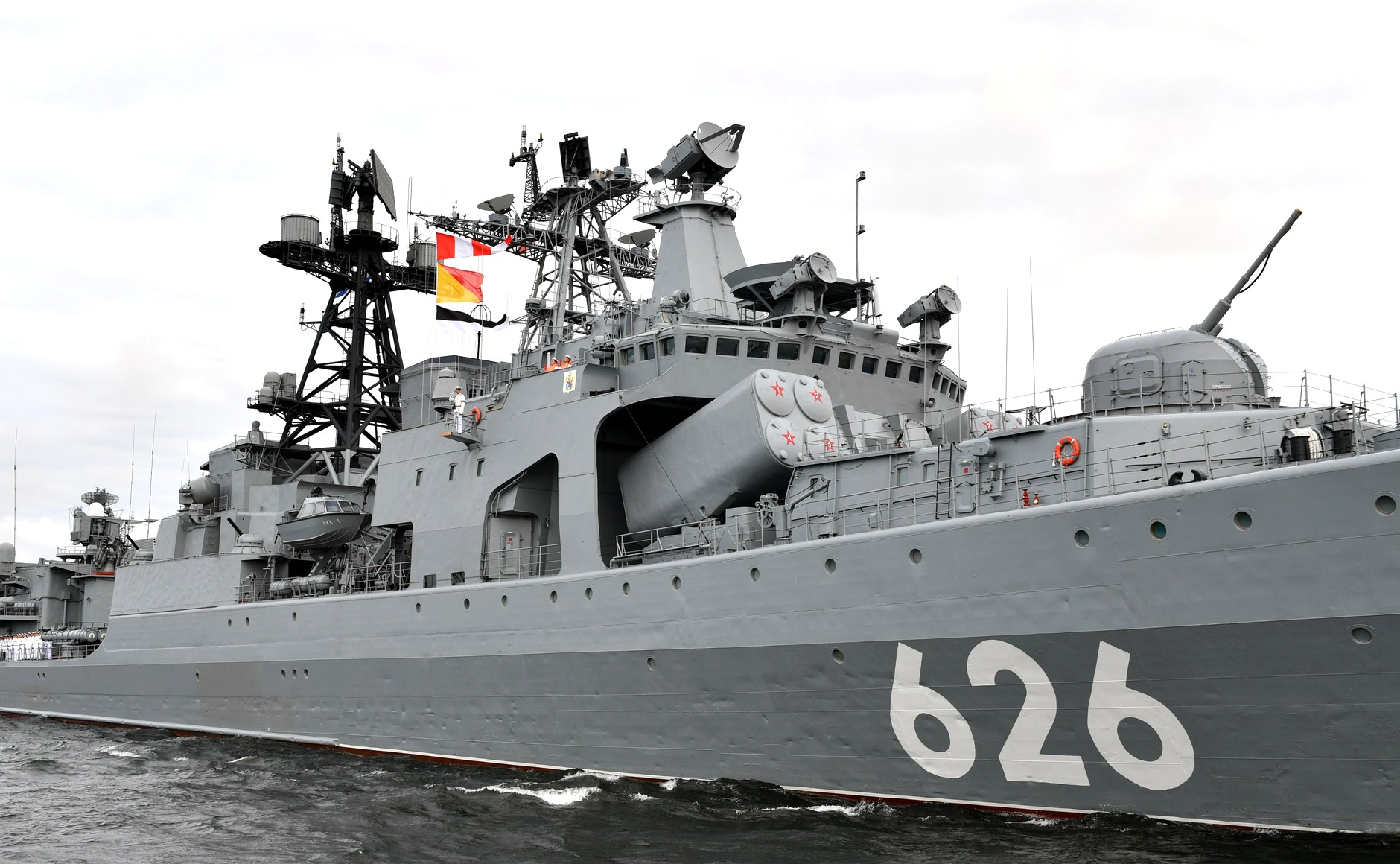
Le Vice-amiral Koulakov lors d'une parade navale le 25 juillet 2021.

En 2021, le Vice-amiral Koulakov est déployé en mer Méditerranée puis dans le golfe de Guinée avec le pétrolier Akademik Pashine et le remorqueur Altay, où le 25 octobre, le destroyer libère le porte-conteneurs Lucia attaqué par des pirates, alors qu'il naviguait sous pavillon panaméen du Togo au Cameroun. Sur le chemin du retour, le destroyer surveille un exercice naval à grande échelle de l'OTAN en mer de Norvège composé de deux frégates norvégiennes, quatre corvettes, deux sous-marins et d'autres navires, ainsi qu'une frégate allemande, française, danoise et portugaise.
Le 7 février 2022, dans le cadre d'une concentration des forces navales russes en Méditerranée, le Vice-amiral Koulakov est de nouveau déployé en Méditerranée, avec le croiseur Marechal Oustinov, la frégate Amiral Kasatonov et le pétrolier Vyazma,. Le destroyer quitte la Méditerranée le 24 août 2022 apparemment pour rejoindre sa base d'attache de Severomorsk.